# Michel Franssen
Michel Franssen (né en 1936 à Liège et mort en 2007) est un comédien, journaliste belge de radio et de télévision.

## Biographie
Après une longue carrière à la RTBF de 1960 à 1995, Michel Franssen s'était investi dans l'enseignement : il codirigeait l'Institut de journalisme. Né à Liège, il avait connu sur les planches du théâtre de l'Etuve Georges Konen et Alexandre von Sivers. Fasciné par l'œuvre de Henri Storck, il était aussi actif au Centre du film sur l'art, fondé à l'initiative du célèbre cinéaste.

## Filmographie sélective
- 2002 : La Villa des roses de Frank Van Passel : Bernard
- 2002 : Petites misères de Philippe Boon, Laurent Brandenbourger : Huissier Liethost
- 1997 : Le Pantalon de Yves Boisset : Commandant d'état-major
- 1995 : Maigret - épisode :  Les vacances de Maigret (série TV) : Le médecin